# Felipe I de Francia
Felipe I (Tours, 23 de mayo de 1052-Melun, 29 de julio de 1108) fue rey de Francia de 1060 a 1108.

## Biografía

### Primeros años
Nació el 23 de mayo de 1052, en la actual comuna de Champagne-et-Fontaine. Miembro de la dinastía de los Capetos, era hijo de Enrique I de Francia y de la princesa Ana de Kiev (1024-1075). Su nombre de origen griego le fue otorgado por su madre, lo cual era inusual en aquella época. En 1059, su padre Enrique I le hizo coronar como rex designatus a Felipe en Reims a la edad de siete años y al año siguiente falleció su padre, actuando su madre como regente hasta el año 1066, papel que compartió con Balduino V de Flandes nombrado por Enrique I antes de morir.
A pesar de su corta edad, Felipe gobernaría por derecho propio, sellando documentos reales con su propio sello y acompañando a Balduino a varias visitas administrativas a Flandes. Esta estrecha asociación permitió a Balduino mantener relaciones pacíficas entre el rey y sus vasallos.

### Vida personal
Felipe se casó por primera vez con Berta de Holanda en 1072.Aunque el matrimonio produjo un heredero como era necesario para la continuidad de la dinastía, Felipe se enamoró de Bertrade de Montfort, la esposa del conde de Anjou, Fulco IV. Repudió a Bertha, afirmando que estaba demasiado gorda y se casó con Bertrade el 15 de mayo de 1092. En 1094, tras el sínodo de Autun, fue excomulgado por el representante papal, Hugo de Die, por primera vez, después de un largo silencio, el Papa Urbano II repitió la excomunión en el Concilio de Clermont en noviembre de 1095, sumado a una larga disputa sobre simonía.  Varias veces la prohibición fue levantada cuando Felipe prometió separarse de Bertrade, pero él siempre terminaba regresando con ella.
En 1101, la sentencia de excomunión fue renovada por Urbano II en Poitiers, a pesar de las protestas emitidas de parte del duque de Aquitania, Guillermo IX, que entró por la fuerza en la iglesia con sus caballeros para evitar que su soberano fuera excomulgado en sus propias tierras.
Después de hacer una penitencia pública en 1104, Felipe recibió la absolución y se reconcilió con la Iglesia Católica, y debió mantener de manera discreta su relación con Bertrade.

### Rey de Francia
Tras la muerte de Balduino VI de Flandes, Roberto I de Flandes se apoderó de Flandes, después de que la viuda de Balduino, Riquilda, condesa de Henao, solicitase ayuda a Felipe, quien fue derrotado por Roberto en la batalla de Cassel en 1071.
Felipe nombró a Alberico primer condestable de Francia en 1060. Gran parte de su reinado, como el de su padre, tuvo que reprimir revueltas provocadas por el hambre que se extendieron por buena parte del territorio bajo su control. En 1077, convocó una gran hueste para mitigar las revuelta en Dol-de-Bretagne e impedir la anexión de Bretaña por Guillermo el Conquistador, que se vio obligado a capitular. En 1077 firmó la paz con Guillermo el Conquistador, duque de Normandía, y el cual desde su exitosa invasión y conquista de 1066, también era rey de Inglaterra.
Es importante mencionar que durante el reinado de los Capetos, la autoridad real era una más entre la de los señores feudales; su territorio era uno más entre tantos principados provinciales de igual extensión e importancia. Felipe I acrecentó el dominio real; era la única manera de lograr que el concepto de realeza no se quedara reducido a un simple título. Para esto, aprovechó las numerosas disputas entre los señores feudales para consolidar su poder y cercenar a sus adversarios.

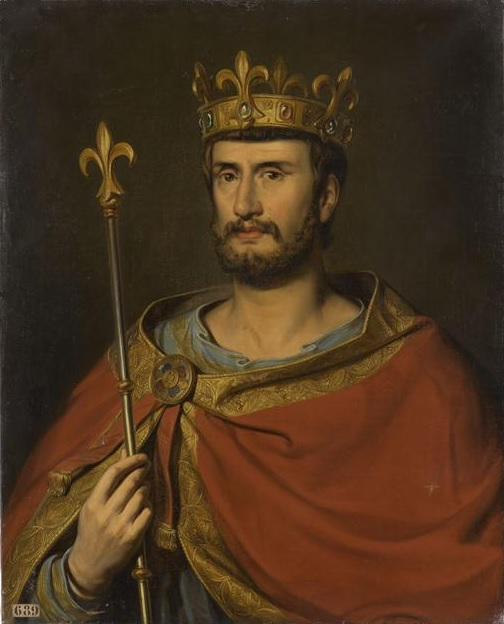
Pintura póstuma, 1837.

A su vez, en todas sus acciones Felipe I contó con el apoyo de los obispos, aunque más por fuerza que por convicción, ya que el monarca recibía sin el menor reparo las rentas de todas las sedes episcopales vacantes y se convirtió en el mayor simoníaco de Europa en cuestión de nombramientos. Para él la medida era completamente necesaria, ya que el dominio real de los Capetos en el siglo XI consistía en controlar territorios en los que no hubiera ningún conde que se interpusiera entre él y sus súbditos. De este modo, le gustaba promocionar a pequeños barones, cuyo bandidaje y afán de lucro nunca se esforzó en evitar (hasta se sospecha que el propio Felipe estaba detrás de ellos).
En 1082, Felipe I amplió su dominio con la anexión de Vexin, en represalia contra el ataque de Roberto II de Normandía a su hermano y heredero de Guillermo el Conquistador, Guillermo II de Inglaterra; una vez que murió su hermano, le recordó quien era el rey y quien era su vasallo. En 1100, Felipe tomó el control de Bourges. Felipe amplió el dominio real incorporando los monasterios de Saint-Denis y Corbie.
Sin embargo, lo que Felipe no pudo evitar es el desarrollo del derecho feudal, por lo que vasallos directos de la corona se mantuvieron lejos del control del rey, los duques de Anjou, Aquitania o Borgoña se mantuvieron como señores independientes y reprimieron fuertemente el bandidaje de los pequeños barones.
Ya para 1092, Felipe mantenía cierta rivalidad con el papa Urbano II por la práctica de la simonía, pero cruzó una brecha cuando capturó a Bertrada de Montfort, esposa de Fulco IV de Anjou. Al casarse con ella sin haberse separado de su primera esposa, Berta de Holanda, no sólo se mostraba adúltero por la condición de casada de su nueva esposa, sino también bígamo. El papa le excomulgó, aunque esto no le intimidó.
Fue durante el Concilio de Clermont, que tuvo lugar en 1095, donde se lanzó la Primera Cruzada. Al principio, Felipe no lo apoyó personalmente debido a su conflicto con Urbano II. En cambio el hermano de Felipe, Hugo de Vermandois, fue un participante importante. A Felipe le benefició la empresa de la cruzada, porque le daba una perfecta coartada para permanecer al frente del reino, mientras los principales nobles del reino fijaban su rumbo a Palestina.
En 1104 fue absuelto de la excomunión, con la penitencia de separarse de aquella mujer por la que fue condenado.
En 1106 casó a su hija Constanza con Bohemundo I de Antioquía. La boda se celebró en Chartres con gran pompa. En 1107, el Papa Pascual II se reunió con Felipe y el futuro Luis VI en Saint-Denis, consolidando una alianza de un siglo entre el reino de Francia y el papado contra el Sacro Imperio Romano.

### Muerte
Felipe murió en el castillo de Melun el 29 de julio de 1108 y fue enterrado a petición suya en el monasterio de Saint-Benoît-sur-Loire y no en Saint-Denis, entre sus antepasados. Le sucedió su hijo, Luis VI, cuya sucesión, sin embargo, no quedó libre de disputas. Según el abad Suger:

…El rey Felipe se debilitaba cada día más. Porque después de secuestrar a la condesa de Anjou, no pudo lograr nada digno de la dignidad real; consumido por el deseo de la dama que había conquistado, se entregó por completo a la satisfacción de su pasión. Así que perdió interés en los asuntos de Estado y, relajándose demasiado, no se preocupó por su cuerpo, por muy bien formado y atractivo que fuera. Lo único que mantuvo la fortaleza del estado fue el miedo y el amor que sentía por su hijo y sucesor. Cuando tenía casi sesenta años, dejó de ser rey, exhalando su último aliento en el castillo de Melun-sur-Seine, en presencia del [futuro rey] Luis... Llevaron el cuerpo en una gran procesión hasta el noble el monasterio de St-Benoît-sur-Loire, donde el rey Felipe deseaba ser enterrado; hay quienes dicen haber oído de su propia boca que deliberadamente eligió no ser enterrado entre sus antepasados reales en la iglesia de St. Denis porque no había tratado esa iglesia tan bien como ellos, y porque entre los de tantos reyes nobles, su propia tumba no habría contado mucho.
Abad Suger

## Matrimonio y descendencia
|                      |                      |                      |                      |                      |                      | Ana de Kiev      | Ana de Kiev      | Ana de Kiev        | Ana de Kiev        | Ana de Kiev        | Ana de Kiev        |                     |                     |                     |                     |                     |                     | Enrique I de Francia | Enrique I de Francia | Enrique I de Francia | Enrique I de Francia | Enrique I de Francia | Enrique I de Francia |                      |                      |        |        |        |        |  |  |       |       |       |       |       |       |  |  |  |  |
|                      |                      |                      |                      |                      |                      | Ana de Kiev      | Ana de Kiev      | Ana de Kiev        | Ana de Kiev        | Ana de Kiev        | Ana de Kiev        |                     |                     |                     |                     |                     |                     | Enrique I de Francia | Enrique I de Francia | Enrique I de Francia | Enrique I de Francia | Enrique I de Francia | Enrique I de Francia |                      |                      |        |        |        |        |  |  |       |       |       |       |       |       |  |  |  |  |
|                      |                      |                      |                      |                      |                      |                  |                  |                    |                    |                    |                    |                     |                     |                     |                     |                     |                     |                      |                      |                      |                      |                      |                      |                      |                      |        |        |        |        |  |  |       |       |       |       |       |       |  |  |  |  |
|                      |                      |                      |                      | Berta de Holanda     | Berta de Holanda     | Berta de Holanda | Berta de Holanda | Berta de Holanda   | Berta de Holanda   |                    |                    | Felipe I de Francia | Felipe I de Francia | Felipe I de Francia | Felipe I de Francia | Felipe I de Francia | Felipe I de Francia |                      |                      | Bertrada de Montfort | Bertrada de Montfort | Bertrada de Montfort | Bertrada de Montfort | Bertrada de Montfort | Bertrada de Montfort |        |        |        |        |  |  |       |       |       |       |       |       |  |  |  |  |
|                      |                      |                      |                      | Berta de Holanda     | Berta de Holanda     | Berta de Holanda | Berta de Holanda | Berta de Holanda   | Berta de Holanda   |                    |                    | Felipe I de Francia | Felipe I de Francia | Felipe I de Francia | Felipe I de Francia | Felipe I de Francia | Felipe I de Francia |                      |                      | Bertrada de Montfort | Bertrada de Montfort | Bertrada de Montfort | Bertrada de Montfort | Bertrada de Montfort | Bertrada de Montfort |        |        |        |        |  |  |       |       |       |       |       |       |  |  |  |  |
|                      |                      |                      |                      |                      |                      |                  |                  |                    |                    |                    |                    |                     |                     |                     |                     |                     |                     |                      |                      |                      |                      |                      |                      |                      |                      |        |        |        |        |  |  |       |       |       |       |       |       |  |  |  |  |
|                      |                      |                      |                      |                      |                      |                  |                  |                    |                    |                    |                    |                     |                     |                     |                     |                     |                     |                      |                      |                      |                      |                      |                      |                      |                      |        |        |        |        |  |  |       |       |       |       |       |       |  |  |  |  |
| Constanza de Francia | Constanza de Francia | Constanza de Francia | Constanza de Francia | Constanza de Francia | Constanza de Francia |                  |                  | Luis VI de Francia | Luis VI de Francia | Luis VI de Francia | Luis VI de Francia | Luis VI de Francia  | Luis VI de Francia  |                     |                     | Enrique             | Enrique             | Enrique              | Enrique              | Enrique              | Enrique              |                      |                      | Carlos               | Carlos               | Carlos | Carlos | Carlos | Carlos |  |  | Eudes | Eudes | Eudes | Eudes | Eudes | Eudes |  |  |  |  |

Se casó en 1072 con Berta de Holanda, hija de Florencio I, conde de Holanda (1055-1094) y de Gertrudis de Sajonia. Sus hijos fueron:
- Constanza (1078-1126), casada hacia 1097 con Hugo I de Champaña y posteriormente en 1106 con Bohemundo I de Antioquía.
- Luis el Gordo (1081-1137), rey de Francia con el nombre de Luis VI.
- Enrique (1083- muerto joven).
- Carlos (1085-1096), fue abad.
- Eudes (1086-1089).

Posteriormente Felipe I repudió a su esposa y se casó en 1092 con Bertrada de Montfort. Por tal motivo, fue excomulgado en 1094 por el obispo de Lyon, Hugo de Chartres. El papa Urbano II confirmó la medida en el Concilio de Clermont en 1095, levantándola a posterioridad, si el rey se separaba de Bertrada, cosa que Felipe I no cumplió. Con ella tuvo cuatro hijos: 
- Felipe (1093-1129), conde de Mantes, casado con la hija de Guido II de Montlhéry.
- Fleury (1093-1147), señor de Nangis;
- Cecilia (1097-1145), casada en primeras nupcias con Tancredo de Galilea, y en segundas con Ponce de Trípoli, conde de Trípoli (1098-1137).
- Eustaquia (¿?-¿?).

| Predecesor: Enrique I | Rey de Francia 1060-1108 | Sucesor: Luis VI |